# Pituca sin lucas
Pituca sin lucas est une telenovela chilienne diffusée entre le 13 octobre 2014 et le 25 mai 2015 sur Mega.

## Acteurs et personnages
- Paola Volpato : María Teresa "Tichi" Achondo
- Álvaro Rudolphy : Manuel Gallardo
- Ingrid Cruz : Stella Paola "Reineta" González
- Augusto Schuster : Fidel Gallardo
- Mariana Di Girólamo : María Belén Risopatrón
- Mauricio Pesutic : José Antonio Risopatrón
- Gabriela Hernández : Lidia "Lita" vda. de Achondo
- Fernando Farías : Benito Saavedra
- Francisco Puelles : Salvador Gallardo
- Montserrat Ballarin : María Jesús Risopatrón
- Ignacio Garmendia : Felipe Goycolea
- Fernanda Ramírez : Gladys Gallardo
- María de los Ángeles García : Margarita
- Fernando Godoy : Gregorio "Goyo" Cereceda
- Otilio Castro : Enrique "Enrie-André" Andrade
- Claudio Olate : Miguelito
- Paula Gutiérrez : Jennifer "La guatona"
- Sofía Bennet : María Piedad "Pitita" Risopatrón
- Benjamín Muñoz : Ernesto "Chechico" Gallardo
- Hernán Lacalle : Rafael

### Participation spéciale
- Andrea Zuckermann : Catalina Tagle
- Luz María Yacometti : Directeur du Lycée
- Mary Rose McGill : Elle-même
- Francisca Díaz : Francisca Díaz
- Justo Pastor : Agustín
- Maite Neira : Camarade de classe de Chechico et Piedad
- Andrés Pozo : Père Bustos
- Lucky Buzio : Mari de Jennifer
- Fernando Olivares : Commissaire Bernardo Cordova
- Julio Fuentes : Détective González

## Diffusion internationale
- Mega

## Versions
- Silvana sin lana (Telemundo, 2016-2017)

### Sources
- (es) Cet article est partiellement ou en totalité issu de l’article de Wikipédia en espagnol intitulé « Pituca sin lucas » (voir la liste des auteurs).